# Giorgos Katsikas
Giorgos Katsikas (Thessaloniki, 14 juni 1990) is een Grieks profvoetballer die als centrale verdediger speelt. 

## Loopbaan
Katsikas doorliep de jeugdopleiding van Iraklis FC en speelde daar tussen 2009 en 2011 in het eerste team. Daarvoor speelde hij in het seizoen 2008/09 op huurbasis voor Olympiakos Volos. Van 2011 tot 2015 kwam Katsikas uit voor PAOK Saloniki. 
Op 2 juli 2015 tekende hij een contract tot medio 2016 (met optie) bij FC Twente. Begin september 2015 scheurde hij op de training echter de voorste kruisband van zijn rechterknie, waardoor hij de rest van het seizoen uitgeschakeld was. De optie in zijn contract werd in de zomer van 2016 niet gelicht, maar Katsikas trainde in de voorbereiding van het seizoen 2016/17 nog wel bij FC Twente en was ook actief in oefenwedstrijden. Hierna kreeg hij alsnog een contract. Hij kwam echter niet veel aan spelen toe en in januari 2017 ging hij naar Esbjerg fB. Een half jaar later ging Katsikas naar Dinamo Boekarest. Daar vertrok hij begin 2019. Hij vervolgde zijn loopbaan in Wit-Rusland bij Dinamo Brest.
Hij speelde voor Griekenland onder 19 en onder 21. Katsikas nam deel aan de Middellandse Zeespelen 2009.